# Gouvernement Penza
Het gouvernement Penza (Russisch: Пензенская губерния; Pensenskaja goebernija) was een gouvernement (goebernija) van het keizerrijk Rusland. Het gouvernement bestond van 1780 tot 1929. Van 1780 tot 1796 heette het gouvernement onderkoninkrijk Penza. Het ontstond uit het gouvernement Kazan door een oekaze van Catherina II van Rusland. Het gouvernement ging op in de okroeg Penza van de oblast Midden-Volzjska. Het gouvernement grensde aan de gouvernementen Nizjni Novgorod, Simbirsk, Saratov en Tambov. De hoofdstad was Penza.